# Illange
Illange település Franciaországban, Moselle megyében. Lakosainak száma 1785 fő (2022. január 1.). Illange Bertrange, Florange, Thionville, Uckange és Yutz községekkel határos.

## Népesség
A település népességének változása:
| Lakosok száma | 1276 | 1729 | 2071 | 2068 | 1956 | 1914 | 1870 | 1835 | 1814 | 1785 |
|               | 1968 | 1982 | 1990 | 2006 | 2013 | 2015 | 2017 | 2019 | 2020 | 2022 |